# 中壩鍾氏莊園
中壩鍾氏莊園位於四川省自貢市貢井區，文物遺址年代判定為1914年。2007年6月1日公佈為四川省第七批文物保護單位。